# Medjoh
Medjoh (ou Medjo) est un village du Cameroun situé dans la région de l'Est et le département du Haut-Nyong, au cœur de la forêt du bassin du Congo. Il fait partie de l'arrondissement de Mindourou.

## Environnement
Le paysage est légèrement vallonné, la végétation est très arborée. Le terroir est arrosé par plusieurs affluents de la Dja.

## Population
En 1966-1967, Medjoh comptait 226 habitants, principalement des Badjoué, également des campements Baka. Lors du recensement de 2005, 711 personnes y étaient dénombrées.

## Économie
Contrairement au village voisin d'Ampel davantage tourné vers l'agriculture, Medjoh, plus enclavé, a basé son économie sur la forêt. Son territoire de pêche est riche.